# Хлородонт
Хлородонт (нем. Chlorodont) — одна из первых торговых марок зубной пасты, изобретённой работником дрезденской аптеки Оттомаром Хайнсиусом фон Майенбургом в 1907 году. Её производство началось в 1917 году на фабрике Leowerke в Дрездене. В 1920-е годы Хлородонт был одним из основных брендов зубной пасты в Европе, в том числе благодаря широкой рекламной кампании в прессе. Торговая марка использовалась вплоть до 1980-х годов.
Состав: смесь зубного порошка, воды для полоскания рта и ароматического масла, залитые в металлический тюбик. Хлор, вопреки названию, в состав не входил. Название является производным от двух греческих слов: chloros («зелёный») и odon («зуб»).
Для получения зубной пасты газообразный диоксид углерода пропускали через суспензию гидроксида кальция (известковое молоко), в результате чего осажденный карбонат кальция получали в виде водной суспензии, которую затем отфильтровывали, сушили и измельчали.
В 1926 году в Москве на улице Ольховская дом 14 открылся филиал Leowerke — концессионная фабрика «Хлородонт» (Лео-Дрезден Москва). Реклама зубной пасты появлялась в изданиях Огонёк, Рабочая газета, Женский журнал, Вся Москва. Позднее директор этого предприятия обвинялся в шпионаже против России. Фабрика также выпускала зубные щётки со специальной формой щетины под тупой конус.